# Nitrite de lithium
Le nitrite de lithium est un composé inorganique, de formule LiNO2. C'est le sel de lithium de l'acide nitreux.